# Theridion boesenbergi
Theridion boesenbergi là một loài nhện trong họ Theridiidae.
Loài này thuộc chi Theridion. Theridion boesenbergi được Embrik Strand miêu tả năm 1904.